# Juan Carlos Carballo
Juan Carlos Carballo Miranda (Valencia de Alcantara, Cáceres; 2 de abril de 1996) es un novillero con picadores en activo.

## Biografía
Nacido en Valencia de Alcantara el 2 de abril de 1996, formó parte de la escuela taurina de Badajoz y a partir del año 2015 que comenzó su apoderamiento con Manolo Bejarano se fue a entrenar a la Plaza de toros de Cáceres juntos con los jóvenes de la Escuela taurina de Cáceres.

## Carrera profesional
Cuando era novillero sin picadores dejó faenas importantes en la maestranza al cortar dos orejas en una novillada nocturna el 11 de julio de 2014.
Debutó con picadores el 8 de marzo de 2015 realizando el paseíllo junto a Posada de Maravillas y Pablo Aguado con novillos de El Freixo cortando 3 orejas y saliendo por la puerta grande de Olivenza.
Su presentación en Madrid fue el 10 de abril de 2016 con novillos de Mercedes Figueroa y Pablo Mayoral, estando acartelado junto a Gallo Chico y David de Miranda.
El 3 de julio de 2016 sufrió una grave cogida en Madrid al recibir al sexto de la tarde a portagayola, el astado le pisó la pierna y le rompió varios huesos, esto provocó que estuviese un largo tiempo retirado.
El 2 de marzo de 2017 todavía recuperándose de su lesión decide abandonar los ruedos definitivamente aunque más tarde volviese.
En la temporada 2018 decide volver a los ruedos al encontrarse recuperado de su lesión.

## Estadísticas
Lista de novilladas con picadores toreadas desde su debut.
| Año  | Festejos | orejas | rabos | indultos |
| ---- | -------- | ------ | ----- | -------- |
| 2015 | 13       | 30     | 3     | 1        |
| 2016 | 5        | 8      | 1     | 1        |
| 2017 | 1        | 4      | 0     | 0        |
| 2018 | 8        | 6      | 1     | 1        |
| 2019 | 12       | 5      | 0     | 0        |